# Beautiran
Beautiran är en kommun i departementet Gironde i regionen Nouvelle-Aquitaine i sydvästra Frankrike. Kommunen ligger i kantonen La Brède som tillhör arrondissementet Bordeaux. År 2022 hade Beautiran 2 466 invånare.

## Befolkningsutveckling
Antalet invånare i kommunen Beautiran
Referens:INSEE